# Indira Nath
Indira Nath (Nuova Delhi, 14 gennaio 1938 – 24 ottobre 2021) è stata un'immunologa indiana.
Il suo contributo per la scienza è dato dal lavoro sui meccanismi di assenza di risposta immunitaria nell'uomo, sulle reazioni, sui danni nervosi nella lebbra e dalla ricerca di segni di vitalità del mycobacterium leprae. I suoi campi di specializzazione sono l'immunologia, la patologia, la biotecnologia medica e le malattie contagiose.

## Carriera
Nath si laureò in Medicina e chirurgia all'All India Institute of Medical Sciences (AIIMS) di Nuova Delhi. Qui ottenne anche una laurea specialistica in patologia dopo un periodo di tirocinio ospedaliero obbligatorio nel Regno Unito. Negli anni '70 l'India registrò 4.5 milioni di casi di lebbra, nessuno Stato al mondo aveva un tasso così alto di malati di questa malattia.
Nel 1970 Nath si trovava nel Regno Unito per una borsa di studio. Fu in questo periodo che lei si specializzò in immunologia. Lavorò nel campo delle malattie infettive, in particolar modo la lebbra, insieme al professor John Turk al Royal College of Surgeons of England e al dottor RJW Rees al National Institute for Medical Research di Londra.
Nath comprese l'importanza dell'acquisire esperienza all'estero ma, allo stesso tempo, non volle abbandonare l'India. Così, insieme a suo marito, decise di ritornare in India nei primi anni degli anni '70 dopo 3 anni lontana dal suo Paese natio.
"Era il momento giusto per ritornare, poiché sentivo che potevo davvero avere un ruolo nello sviluppo della ricerca", affermò in un'intervista rilasciata per Nature Medicine nel 2002.
Qui si unì al Dipartimento di biochimica del professor Gursaran Talwar dell'AIIMS di Nuova Delhi, che aveva appena iniziato una ricerca immunologica in India. Più tardi, nel 1980, si trasferì al Dipartimento di patologia e nel 1986 fondò il Dipartimento di biotecnologica. Andò in pensione nel 1998 ma continuò comunque a lavorare all'AIIMS come docente ricercatore.
Fu uno dei 100 scienziati riuniti da Rajiv Gandhi, quando quest'ultimo diventò Primo Ministro, per dare consigli sul miglioramento della scienza in India.
Ricevette il suo dottorato della scienza all'Università Pierre e Marie Curie di Parigi nel 2002. Fu invitata, inoltre, per il posto di rettore dell'università AIMST della Malesia, così come per il posto di direttore del centro di ricerca Blue Peter di Hyderabad.

## Ricerca
La sua ricerca si concentrò sulla risposta immunitaria cellulare nella lebbra, così come il danno nervoso nell'ambito di questa stessa malattia. Il suo lavoro guardò anche agli indicatori di sopravvivenza del bacillo della lebbra. Ha pubblicato più di 120 lavori, revisioni, commenti/opinioni su recenti sviluppi di cronaca internazionale. La sua scoperta e il suo lavoro rappresentarono un contributo significativo per lo sviluppo del trattamento e del vaccino contro la lebbra.

## Sulla lebbra
In un'intervista televisiva al programma Eureka della Tv di stato indiana TV Doordashan, Indira ha dichiarato di non aver mai avuto preconcetti sulla lebbra. Inoltre, ha aggiunto che l'insetto della lebbra non uccide, è solo un insetto intelligente che vuole sopravvivere in tranquillità nel corpo. "Quindi lo dobbiamo guardare benevolmente". Afferma poi: "La lebbra non è infettiva. Il raffreddore, la febbre ecc. sono molto più infettive. L'insetto cresce molto lentamente e non penetra in maniera veloce. Il periodo di incubazione dura anni. Sono i danni nervosi e le deformità che si vedono nel corpo che spaventano i pazienti."
Grazie all'introduzione in India da parte dell'Organizzazione mondiale della sanità della terapia Multi Drug nel 1982, l'incidenza della malattia nel paese è diminuita da un tasso di 57.8/10,000 nel 1983 a meno di 1/10,000 alla fine del 2005, quando lo Stato dichiarato di aver debellato il problema sanitario. Tutto ciò è stato possibile grazie al contributo di scienziati come Indira.

## Riconoscimenti
- JALMA Trust Oration (ICMR, 1981)
- Premio Shanti Swarup Bhatnagar per la scienza e la tecnologia (Governo dell'India, 1983)
- Premio	Kshanika (ICMR, 1984)
- Primo Premio Nitya Anand Endowment Lecture  (INSA,1987)
- Premio Clayton Memorial Lecture  (1988)
- Premio Om Prakash Bhasin  (1990)
- Basanti Devi Amir Chand Award (ICMR, 1994)
- Premio	Cochrane Research (Governo del Regno Unito,1995)
- RD Birla Award (1995)
- Padma Shri (Governo dell'India, 1999)
- L'Oréal-UNESCO Awards for Women in Science (L'Oreal UNESCO, 2002)
- Chevalier Ordre National du Merite (Francia, 2003)
- Silver Banner (Toscana,Italia, 2003)

## Onorificenze
Venne eletta Fellow dell'Accademia Nazionale delle Scienze dell'India nel 1988, dell'Accademia indiana di scienze nel 1990, dell' Indian National Science Academy nel 1992, del National Academy of Medical Sciences nel 1992, del Royal College of Pathology nello stesso anno e della TWAS, the academy of sciences for the developing world nel 1995.
È stata membro, per esattezza comitato consultivo scientifico, segretaria agli affari esteri dell'India (1995-1997), membro del Consiglio (1992–94, 1998-2006) e vice presidente (2001–03) della National Academy of Sciences dell'India e presidente del Dipartimento di scienze e tecnologia dell'India.